# Craig Goldy

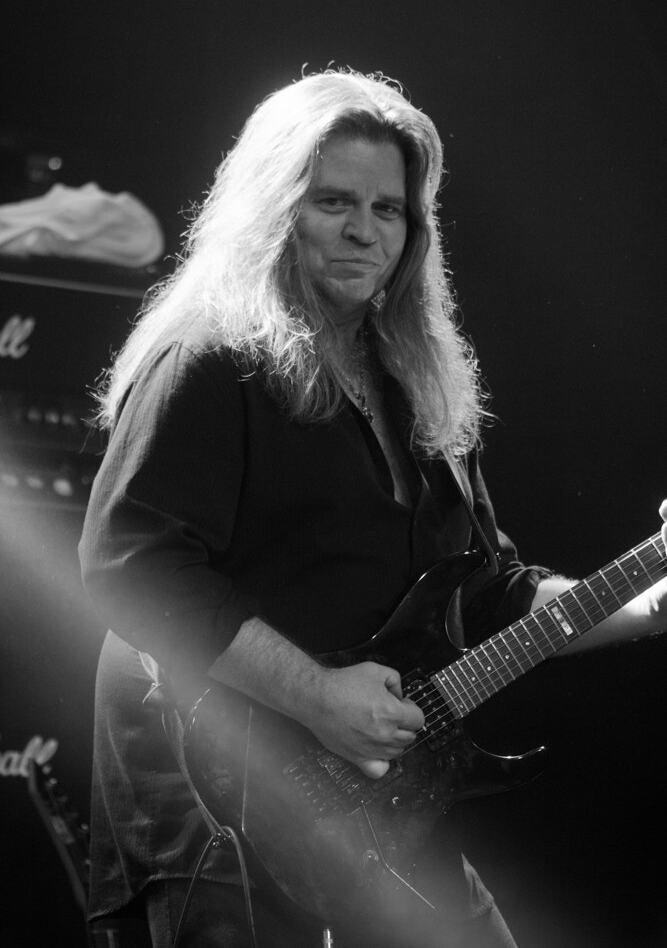
Craig Goldy

Craig Goldy (* 6. November 1961 in La Mesa, Kalifornien) ist ein US-amerikanischer Gitarrist.
Goldy spielte bei den Bands Vengeance, Rough Cutt, Giuffria und einem Projekt namens Driver, bevor er in der Heavy-Metal-Band Dio einstieg, der Soloband von Ronnie James Dio.
Als Dios erster Gitarrist Vivian Campbell im Jahr 1986 die Band verließ, wurde Goldy Mitte März 1986 zu Sessions eingeladen und kurzerhand engagiert, kehrte der Band aber kurz darauf wieder den Rücken und brachte, mit nur mäßigem Erfolg, einige Soloalben heraus.
Im Jahr 2000 schloss er sich Dio zum zweiten Mal an, das Album Magica resultierte aus der kurzen Zusammenarbeit mit Dio. Diesmal waren es familiäre Verpflichtungen, die ihn zwangen aus der Band auszusteigen. Er wurde im Februar 2002 von Doug Aldrich ersetzt. Im Frühjahr 2003 gab Goldy ein erneutes Comeback bei Dio, wo er bis zur Auflösung der Band 2010, nach dem Tod von Ronnie James Dio, Gitarrist war. Seit 2008 ist er außerdem Gastgitarrist der walisischen Hardrockband Budgie. Seit 2011 ist er bei den Dio Disciples.
Goldys Gitarrenspiel wurde teilweise von der Musik Ritchie Blackmores inspiriert.

## Diskographie
- Giuffria: Giuffria (1984)
- Dio: Dream Evil (1987)
- Craig Goldy's Ritual: Hidden In Plain Sight (1991)
- Dio: Magica (2000)
- Dio: Master of the Moon (2004)

| Personendaten    | Personendaten               |
| ---------------- | --------------------------- |
| NAME             | Goldy, Craig                |
| KURZBESCHREIBUNG | US-amerikanischer Gitarrist |
| GEBURTSDATUM     | 6. November 1961            |
| GEBURTSORT       | La Mesa, Kalifornien, USA   |